# Christiane Pape

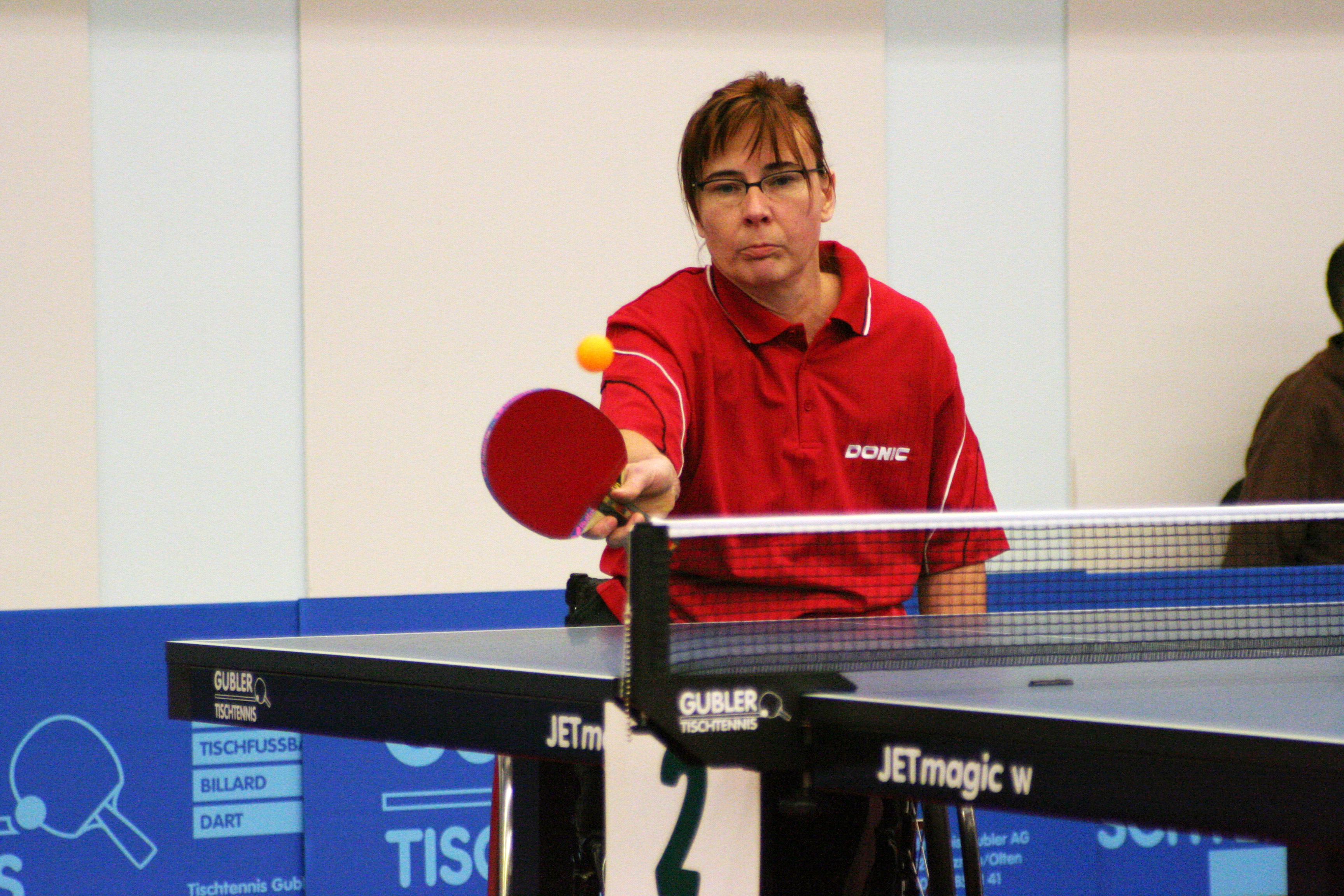
Christiane Pape

Christiane Pape (geb. Weninger, * 12. Dezember 1960 in Nürnberg) ist eine deutsche Tischtennisspielerin. Sie gewann bei den Paralympics mehrmals Gold, auch ist sie mehrfache Weltmeisterin bei Behinderten.

## Werdegang
In ihrer Jugend spielte Pape Handball und beschäftigte sich gerne mit Pferden. Mit 19 Jahren verunglückte sie und erlitt eine Querschnittlähmung. Seitdem nutzt sie einen Rollstuhl.
Nach dem Unfall begann sie mit dem Tischtennisspielen. Dies war zunächst als Rehabilitationsmaßnahme gedacht, aber sie zeigte Talent und Einsatzfreude. Ein paar Jahre später schloss sie sich dem Verein RSV Bayreuth an und spielte in der Rollstuhl-Bundesliga.

## Wichtigste Erfolge bei Behindertenwettkämpfen
Bei Wettkämpfen trat sie in der Wettkampfklasse 4 an. Hier wurde sie (Stand 2006) mehrmals Deutsche Meisterin: 15-mal Einzel, 7-mal Doppel und 7-mal Mixed. Bei Europameisterschaften holte sie zwischen 1983 und 2001 17-mal Gold und 4-mal Silber. Die Weltmeisterschaften für Behinderte finden nur in unregelmäßigen Zeitabständen statt. Hier wurde sie 1990, 1998 und 2002 insgesamt fünfmal Weltmeisterin. Bei den alle vier Jahre stattfindenden Paralympics gewann sie 1984, 1988, 1992, 1996, 2000 und 2004 insgesamt 7 Gold-, 4 Silber- und 2 Bronzemedaillen.
Für ihre Erfolge wurde ihr 1993 das Silberne Lorbeerblatt vom damaligen Bundespräsidenten Richard von Weizsäcker verliehen. Im gleichen Jahr erhielt sie für besonders faires und vorbildliches Verhalten den Hermann-Haagen-Gedächtnispreis aus der Hand von Peter Kuhn, Präsident des Bayerischen Tischtennis-Verbandes.

## Fußgänger
Christiane Pape spielt im Verein „TSV Lauf“ mit (vorwiegend) nicht-behinderten Spielern in einer so genannten „Fußgänger-Mannschaft“, erfolgreich in der Bezirksliga. 2006 nahm sie an der Senioren-WM für Fußgänger in Bremen teil.